# Interrogation
Interrogation (Polonès: Przesłuchanie) és una pel·lícula polonesa de gènere policíac dirigida per Ryszard Bugajski el 1982. Degut al seu contundent i crític missatge contra la repressió comunista i els seus brutals i immorals mètodes, el film va ser prohibit durant més de set anys fins que la dissolució del Bloc de l'Est l'any 1989 va permetre que fos projectat de nou. La protagonista de la pel·lícula, l'actora Krystyna Janda, va guanyar el premi a la millor acrtriu del Festival de Canes de 1990.
Malgrat la seva recepció inicialment molt controvertida i la subsegüent prohibició, la cinta es va convertir aviat en una pel·lícula de culte i va circular il·legalment copiada en cintes VHS, les quals el mateix director Ryszard Bugajski va ajudar a distribuir clandestinament.

## Argument
A la Polònia estalinista de després de la Segona Guerra Mundial una jove anomenada Tonia (Krystyna Janda) és arrestada per la policia. Tonia és inicialment traslladada a una presó per tal de ser interrogada però finalment restarà diversos anys captiva, sofrint tota mena de vexacions, tortures i abusos sexuals per part de policies corruptes que pretenen fer-la confessar per un crim que no ha comès.

## Repartiment
- Krystyna Janda - Antonina 'Tonia' Dziwisz
- Adam Ferency - Lloctinent Morawski
- Janusz Gajos - Major Zawada "Kapielowy"
- Agnieszka Holland - Communista Witkowska
- Anna Romantowska - Miroslawa "Mira" Szejnert
- Bozena Dykiel - Honorata
- Olgierd Lukaszewicz - Konstanty Dziwisz (marit de Tonia)